# Tom McGrath (toneelschrijver)
Tom McGrath (Glasgow, 23 oktober 1940 - ?, 29 april 2009) was een Schots toneelschrijver en jazzpianist.
In het midden van de jaren 1960  kwam hij terecht in de opkomende Britse  undergroundcultuur  en nam onder meer deel aan het Project Sigma van Alexander Trocchi en werd stichter en uitgever van de International Times.
In het begin van de jaren 1970 werkte hij samen met Billy Connolly voor The Great Northern Welly-Boot Show. Van 1974 tot 1977 was hij directeur van het  Third Eye Centre, een kunstencentrum op "Sauchiehall Street" in Glasgow. In die tijd schreef  hij ook het bekende stuk Laurel and Hardy. In 1977  werkte hij samen met  Jimmy Boyle (die juist was vrijgekomen uit de gevangenis) voor het stuk The Hardman. Hij overleed in april 2009 aan  leverkanker.